# راوشویتس
راوشویتس (به آلمانی: Rauschwitz) یک شهر در آلمان است که در تورینگن واقع شده‌است. راوشویتس ۲۱۴ نفر جمعیت دارد.